# Andreas Ploier
Andreas Ploier (* 30. April 1997) ist ein österreichischer Skirennläufer. Er startet hauptsächlich in den Speeddisziplinen Abfahrt und Super-G.

## Karriere
Ploier stammt aus Straß im Attergau und startete für den Verein Union Weißenkirchen. Sein internationales Renndebüt feierte er am 27. November 2013 bei einem FIS-Slalom auf der Reiteralm. Sein erstes internationales Großereignis bestritt er erst 5 Jahre später. Bei den Juniorenweltmeisterschaften in Davos schied er jedoch im Riesenslalom aus. Bis zu diesem Zeitpunkt war Ploier hauptsächlich bei FIS-Rennen sowie vereinzelt im Europacup an den Start gegangen.
Seinen ersten Podestplatz im Europacup feierte Ploier am 6. Dezember 2022 in Santa Caterina, tags darauf konnte er sogar seinen ersten Sieg feiern. Noch im selben Monat, am 29. Dezember, feierte er sein Weltcupdebüt beim Super-G von Bormio, wobei er mit Platz 17 auf Anhieb Weltcuppunkte gewinnen konnte. Seine bisher beste Platzierung im Weltcup erreichte er am 28. Januar 2023 mit Rang 13 im Super-G von Cortina d’Ampezzo.
In der Europacupsaison 2022/23 verpasste Ploier als 4. der Super-G Wertung erneut nur knapp einen Fixstartplatz für die Weltcupsaison 2023/24. Bereits in der Saison 2021/22 war er als fünfter nur knapp gescheitert.
Am 15. Dezember 2023 stürzte Ploier beim Super-G in Gröden schwer, wobei er sich unter Anführungszeichen nur eine Knochenprellung im rechten Knie zuzog. Er konnte jedoch bereits Ende Januar wieder starten und gewann bei seinem Comeback in Garmisch-Partenkirchen mit Platz 24 auf Anhieb wieder Weltcuppunkte.

## Erfolge

### Weltcup
- 4 Platzierungen unter den besten 30

### Juniorenweltmeisterschaften
- Davos 2018: DNF Riesenslalom

### Europacup
- Saison 2021/22: 5. Super-G-Wertung, 20. Gesamtwertung
- Saison 2022/23: 4. Super-G-Wertung, 11. Gesamtwertung
- 2 Podestplätze, davon ein Sieg

| Datum            | Ort            | Land    | Disziplin |
| ---------------- | -------------- | ------- | --------- |
| 7. Dezember 2022 | Santa Caterina | Italien | Super-G   |

### South American Cup
- 2 Podestplätze

### Weitere Erfolge
- Österreichischer Vizemeister in der Abfahrt (2025)
- 3 Siege bei FIS-Rennen